# 约翰·亨利

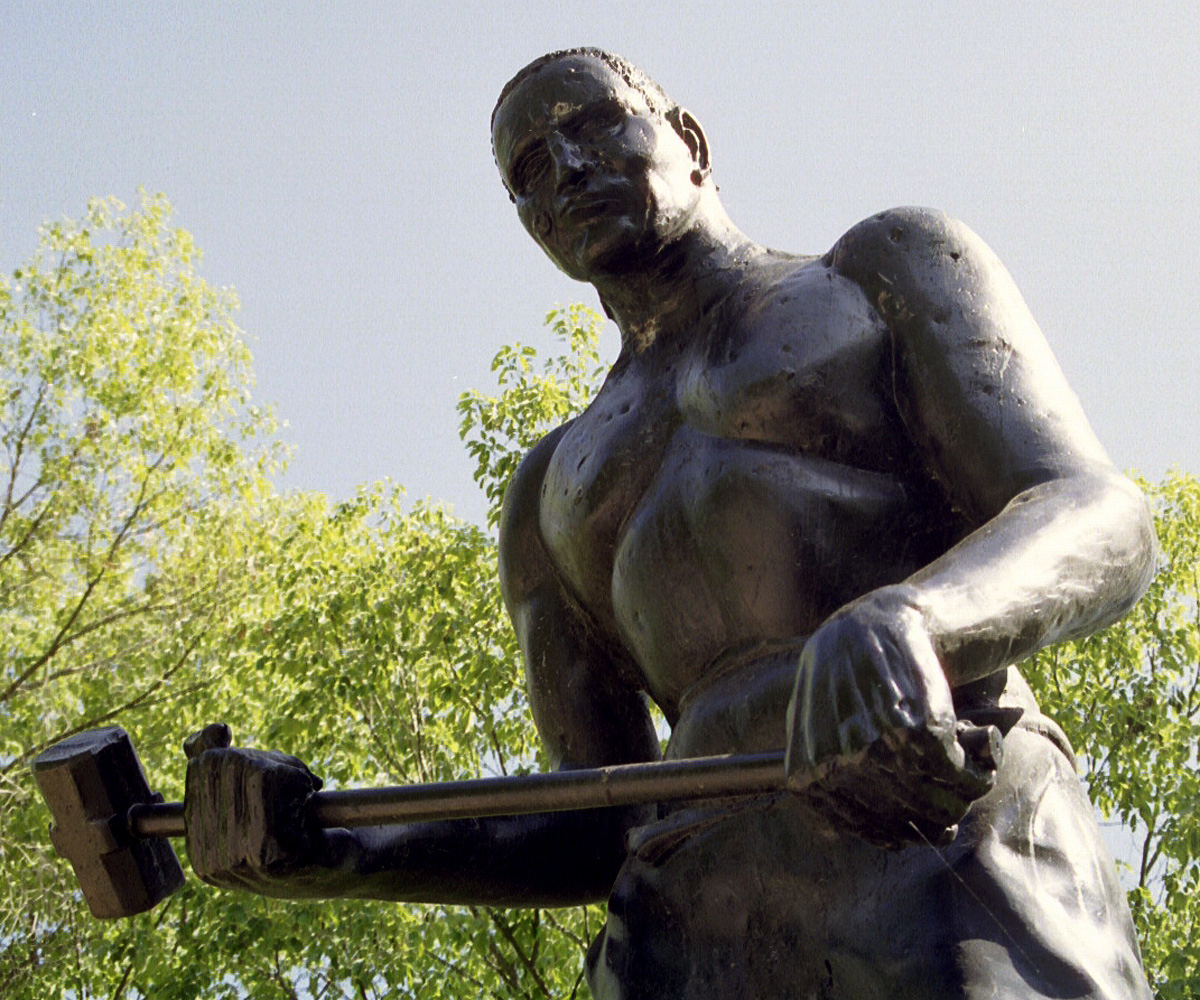
西弗吉尼亚州萨默斯县塔尔科特镇外的约翰·亨利雕像

约翰·亨利（英語：John Henry）是一名在经典蓝调民歌中讲述的非裔美国民间英雄。据说他曾担任过“打孔人”——在建造铁路隧道时，将铁钎锤入岩石为炸药打孔以便炸开岩石。在与机械打孔机的较量中，他虽竭力胜出却身先死。
该民歌存在多种版本，并成为众多故事、戏剧、书籍和小说的主题。 

## 传奇

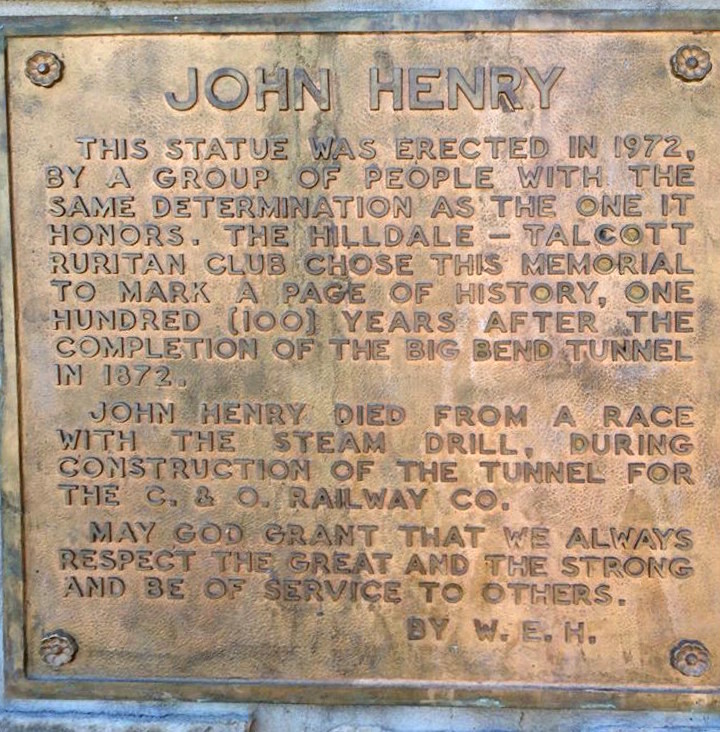
纪念约翰亨利传奇的牌匾（西弗吉尼亚州塔尔科特）

据说，约翰·亨利作为打孔人与蒸汽驱动的力凿岩钻机一较高下并赢得了胜利，但他的心脏却立刻因强度劳动而梗死。西弗吉尼亚州的大弯隧道、 弗吉尼亚州的刘易斯隧道和阿拉巴马州的库萨山隧道，都被认为是传说中的比赛地点。
在助手的配合下，约翰·亨利在比赛中挥动大锤猛击山岩，然后他的助手用工具将碎屑抖落。他的对手蒸汽钻机虽然可以钻孔，但却因无法抖掉碎屑而导致故障。